# Jean-Pierre Sauvage
Jean-Pierre Sauvage (sinh ngày 21 tháng 10 năm 1944) là một nhà hóa học phối hợp Pháp làm việc tại Đại học Strasbourg. Ông có chuyên môn trong ngành hóa học siêu phân tử mà ông đã được trao tặng giải Nobel hóa học năm 2016 cùng với Sir J. Fraser Stoddart và Bernard L. Feringa.

## Tiểu sử
Sauvage sinh ra tại Paris vào ngày 21 tháng 10 năm 1944, và nhận bằng tiến sĩ từ Đại học Louis Pasteur-dưới sự hướng dẫn của J.-M. Lehn (giải Nobel Hóa học năm 1987). Trong thời gian làm tiến sĩ của mình, ông đã đóng góp cho sự tổng hợp đầu tiên của các phối tử cryptand. Sau khi nghiên cứu sau tiến sĩ với M. L. H. Green, ông trở lại Strasbourg, nơi ông nay là giáo sư danh dự.